# Belén de Gavia
Belén de Gavia är en ort i Mexiko.   Den ligger i kommunen Romita och delstaten Guanajuato, i den centrala delen av landet, 300 km nordväst om huvudstaden Mexico City. Belén de Gavia ligger 1 764 meter över havet och antalet invånare är 314.
Terrängen runt Belén de Gavia är en högslätt, och sluttar söderut. Runt Belén de Gavia är det ganska tätbefolkat, med 124 invånare per kvadratkilometer. Närmaste större samhälle är Romita, 11,7 km öster om Belén de Gavia. Omgivningarna runt Belén de Gavia är en mosaik av jordbruksmark och naturlig växtlighet.